# Мирошниченко, Валентин Александрович
Валентин Александрович Мирошниченко (1925—2000) — советский учёный в области социологии и педагогики, доктор философских наук (1975), профессор (1977).

## Биография
Родился 10 ноября 1925 года в городе Семипалатинске Казахской ССР.
С 1940 года после окончания ремесленного училища работал токарем Челябинского завода № 78 имени Серго Орджоникидзе. С 25 декабря 1942 года В. А. Мирошниченко был призван в ряды Рабоче-Крестьянской Красной армии и добровольцем отправился на фронт. Участник Великой Отечественной войны в составе 2-го батальона 345-го гвардейского стрелкового полка 9-й гвардейской армии — сержант, командир отделения. Воевал в составе 3-го Украинского фронта, участник боёв зв освобождение Белоруссии, Польши, Румынии, Болгарии, Югославии, Венгрии, Чехословакии и Австрии. 9 апреля 1945 года во время боя получил тяжёлое ранение лица, в результате чего им было полностью потеряно зрение. 6 ноября 1947 года Указом Президиума Верховного Совета СССР за мужество и героизм проявленные во время боевых действий В. А. Мирошниченко был награждён Орденом Красного Знамени.
С 1945 по 1948 годы обучался в Челябинском музыкальном училище. С 1948 по 1953 годы проходил обучение на историческом факультете Челябинского государственного педагогического института. С 1953 по 1956 годы обучался в аспирантуре по кафедре истории КПСС исторического факультета Московского государственного университета, защитил кандидатскую диссертацию «Борьба Коммунистической партии за организационное укрепление своих рядов в годы гражданской войны (1918—1920 г.г.)».
Начал педагогическую деятельность в Челябинском политехническом институте: с 1956 по 1963 годы работал в должностях старшего преподавателя и доцента. С 1963 по 1977 год работал доцентом Омского политехнического института. С 1977 года начал работать в Тульском политехническом институте: профессор и заведующий кафедрой научного коммунизма, с 1988 года — профессор кафедры социологии и политологии Тульского государственного университета.
С 1975 года — доктор философских наук, в 1977 году присвоено учёное звание профессора. В. А. Мирошниченко был автором более 180 научных работ по вопросам политологии, социологии, проблем молодёжных движений и трудовых коллективов.
Скончался 15 января 2000 года в Туле.

## Награды
Основной источник:
- Орден Красного Знамени (06.11.1947)
- Орден Отечественной войны I степени (06.04.1985[3])
- Медаль «За боевые заслуги» (26.04.1945)
- Медаль «За победу над Германией в Великой Отечественной войне 1941—1945 гг.» (09.05.1945)
- Премия Ленинского комсомола (1983)

## Семья
- Сын Сергей —  российский кинорежиссёр-документалист и сценарист, педагог, заслуженный деятель искусств России